# Orgelbüchlein

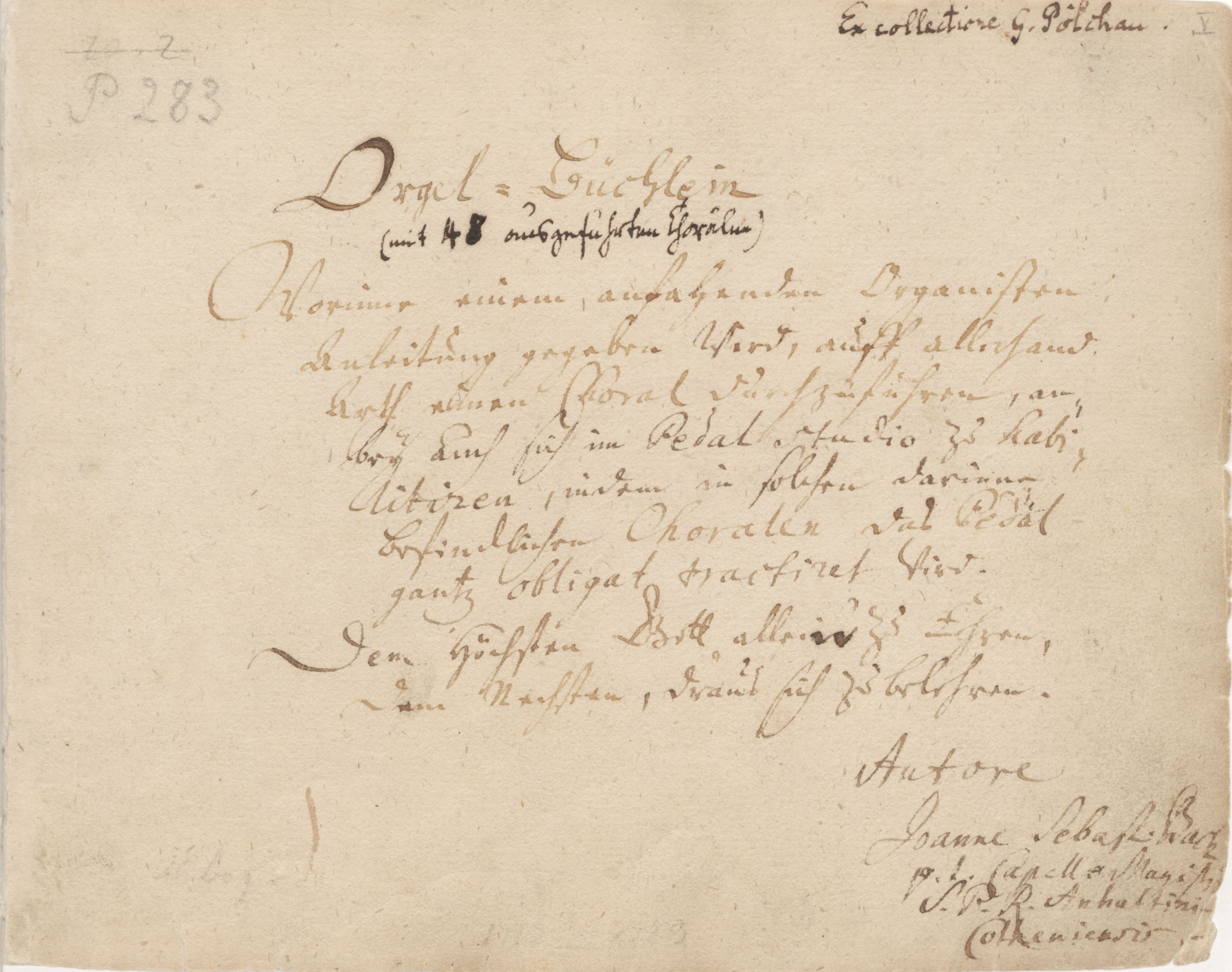
Portada del original manuscrito de Orgelbüchlein.

Orgelbüchlein, BWV 599−644 (en alemán, Pequeño libro para órgano) es un conjunto de 45 preludios corales para órgano, uno de ellos en dos versiones, compuestos por Johann Sebastian Bach. Todos menos tres fueron escritos entre 1708 y 1717 cuando Bach se desempeñó como organista en la corte ducal de Weimar. El resto y un fragmento corto de dos pentagramas llegó no antes de 1726, después del nombramiento del compositor como kantor en la Thomasschule en Leipzig.
El plan era una colección de 164 escenarios de melodías corales cantadas durante el año litúrgico para que cada parte del año estuviera representada. Aunque este número no debía ser, el Orgelbüchlein abarca todo el calendario y, lo que es más importante, señala una madurez y una nueva amplitud en el estilo compositivo de Bach, no solo con respecto a este instrumento.
Cada configuración toma una coral luterana existente, agrega un acompañamiento motívico y explora libremente la forma. Muchos de los preludios son cortos y en cuatro partes, que requieren un solo teclado y pedal, con un cantus firmus sin adornos. Otros implican dos teclados y pedales. Estos incluyen varios cánones, cuatro preludios ornamentales de cuatro partes con líneas corales elaboradamente decoradas y un preludio en forma de trío sonata.

## Portada
En la portada autógrafa de la obra se indica «pequeño libro para órgano, por medio del cual un principiante del órgano recibe instrucciones para desarrollar un coral de formas muy diferentes, y al mismo tiempo adquiere facilidad en el estudio del pedaleo, ya que los corales contenidos en él tratan al pedaleo como un obbligato (es decir, esencial, no optativo)».

## Historia

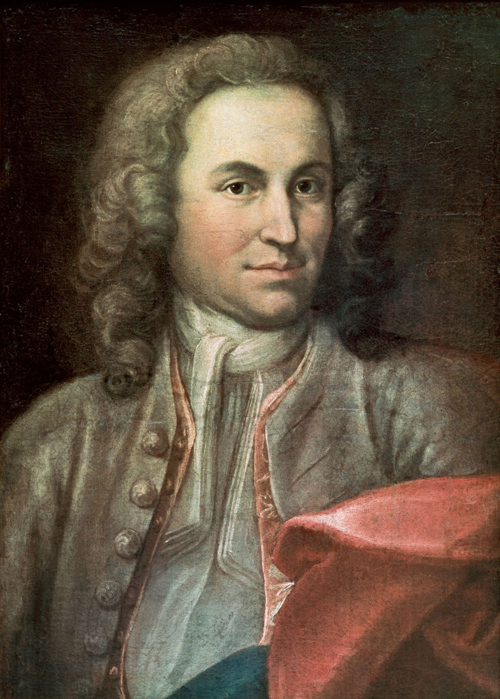
Retrato de Johann Sebastian Bach de 1715.

El aprendizaje formal de Bach como músico comenzó cuando se matriculó como corista en la iglesia de San Miguel (Michaelskirche) en Luneburgo en 1700-1702. Los manuscritos de la mano de Bach descubiertos recientemente en Weimar por los estudiosos de Bach Peter Wollny y Michael Maul muestran que, mientras estaba en Luneburgo, estudió órgano con Georg Böhm, compositor y organista de la iglesia de san Juan (Johanniskirche). Los documentos son copias hechas a mano en casa de Böhm en formato de tablatura de composiciones de órgano de Reincken, Buxtehude y otros. Indican que ya a la edad de 15 años Bach era un organista consumado, tocando algunos de los repertorios más exigentes de la época. Después de un breve período en Weimar como músico en la capilla de la corte de Juan Ernesto III de Sajonia-Weimar, nombraron a Bach organista en la iglesia de San Bonifacio (ahora llamada Bachkirche) en Arnstadt en el verano de 1703, después de haber inspeccionado e informado en el órgano allí a principios de año. En 1705-1706 se le concedió permiso de Arnstadt para estudiar con el organista y compositor Dieterich Buxtehude en Lübeck, una peregrinación que hizo a pie. En 1707, Bach se convirtió en organista en la iglesia de San Blas (Divi-Blasii-Kirche) en Mühlhausen, antes de su segunda empleo en la corte de Weimar en 1708 como concertista y organista, donde permaneció hasta 1717.
Durante el período anterior a su regreso a Weimar, Bach había compuesto un conjunto de 31 preludios corales: estos los descubrieron independientemente Christoph Wolff y Wilhelm Krunbach en la biblioteca de la Universidad de Yale a mediados de la década de 1980 y los publicaron por primera vez como Das Arnstadter Orgelbuch. Forman parte de una colección más grande de música de órgano compilada en la década de 1790 por el organista Johann Gottfried Neumeister y ahora se conoce como Corales Neumeister, BWV 1090-1120. Estos preludios corales son todos cortos, ya sean en forma de variación o fughettas. Solo algunas otras obras de órgano basadas en corales se pueden fechar con certeza en este período. Estos incluyen las partitas corales BWV 766-768 y 770, todas conjuntos de variaciones en una coral determinada.
Durante su tiempo como organista en Arnstadt, el Ayuntamiento de Arnstadt reprendió a Bach en 1706 por «por haber introducido hasta ahora diversos adornos curiosos en las corales y mezclar muchas notas extrañas en ellas, con el resultado de que la congregación se ha confundido». El tipo de preludio coral al que se refiere esto, a menudo llamado «tipo Arnstadt», se utilizó para acompañar a la congregación con secciones de improvisación moduladoras entre los versos: los ejemplos que se supone que son de esta forma incluyen BWV 715, 722, 726, 729, 732 y 738. El primer manuscrito autógrafo sobreviviente de un preludio coral es BWV 739, Wie schön leuchtet der Morgenstern, basado en un himno de Epifanía. Data de 1705 y posiblemente fue preparado para la visita de Bach a Lübeck.

## Obras
| Contenido planificado de Orgelbüchlein como se indica en el manuscrito autógrafo | Contenido planificado de Orgelbüchlein como se indica en el manuscrito autógrafo                                | Contenido planificado de Orgelbüchlein como se indica en el manuscrito autógrafo | Contenido planificado de Orgelbüchlein como se indica en el manuscrito autógrafo | Contenido planificado de Orgelbüchlein como se indica en el manuscrito autógrafo |
| Número                                                                           | Título | Significado litúrgico                                                            | Página                                                                           | BWV                                                                              |
| -------------------------------------------------------------------------------- | --- | -------------------------------------------------------------------------------- | -------------------------------------------------------------------------------- | -------------------------------------------------------------------------------- |
| 1                                                                                | Nun komm, der Heiden Heiland                                                                                    | Adviento                                                                         | 1                                                                                | 599                                                                              |
| 2                                                                                | Gott, durch dein Güte or Gottes Sohn ist kommen                                                                 | Adviento                                                                         | 2-3                                                                              | 600                                                                              |
| 3                                                                                | Herr Christ, der ein'ge Gottessohn or Herr Gott, nun sei gepreiset                                              | Adviento                                                                         | 4                                                                                | 601                                                                              |
| 4                                                                                | Lob sei dem allmächtigen Gott                                                                                   | Adviento                                                                         | 5                                                                                | 602                                                                              |
| 5                                                                                | Puer natus in Bethlehem                                                                                         | Navidad                                                                          | 6-7                                                                              | 603                                                                              |
| 6                                                                                | Lob sei Gott in des Himmels Thron                                                                               | Navidad                                                                          | 7                                                                                |                                                                                  |
| 7                                                                                | Gelobet seist du, Jesu Christ                                                                                   | Navidad                                                                          | 8                                                                                | 604                                                                              |
| 8                                                                                | Der Tag, der ist so freudenreich                                                                                | Navidad                                                                          | 9                                                                                | 605                                                                              |
| 9                                                                                | Von Himmel hoch, da komm ich her                                                                                | Navidad                                                                          | 10                                                                               | 606                                                                              |
| 10                                                                               | Von Himmel kam der Engel Schar                                                                                  | Navidad                                                                          | 11-10                                                                            | 607                                                                              |
| 11                                                                               | In dulci jubilo                                                                                                 | Navidad                                                                          | 12-13                                                                            | 608                                                                              |
| 12                                                                               | Lobt Gott, ihr Christen, allzugleich                                                                            | Navidad                                                                          | 14                                                                               | 609                                                                              |
| 13                                                                               | Jesu, meine Freude                                                                                              | Navidad                                                                          | 15                                                                               | 610                                                                              |
| 14                                                                               | Christum wir sollen loben schon                                                                                 | Navidad                                                                          | 16                                                                               | 611                                                                              |
| 15                                                                               | Wir Christenleut                                                                                                | Navidad                                                                          | 17                                                                               | 612                                                                              |
| 16                                                                               | Helft mir Gotts Güte preisen                                                                                    | Año nuevo                                                                        | 18                                                                               | 613                                                                              |
| 17                                                                               | Das alte Jahr vergangen ist                                                                                     | Año nuevo                                                                        | 19                                                                               | 614                                                                              |
| 18                                                                               | In dir ist Freude                                                                                               | Año nuevo                                                                        | 20-21                                                                            | 615                                                                              |
| 19                                                                               | Mit Fried und Freud ich fahr dahin [Nunc dimittis]                                                              | Purificación                                                                     | 22                                                                               | 616                                                                              |
| 20                                                                               | Herr Gott, nun schleuss den Himmel auf                                                                          | Purificación                                                                     | 23-23a                                                                           | 617                                                                              |
| 21                                                                               | O Lamm Gottes, unschuldig                                                                                       | Cuaresma                                                                         | 24-24a                                                                           | 618                                                                              |
| 22                                                                               | Christe, du Lamm Gottes                                                                                         | Cuaresma                                                                         | 25                                                                               | 619                                                                              |
| 23                                                                               | Christus, der uns selig macht                                                                                   | Cuaresma                                                                         | 26                                                                               | 620a/620                                                                         |
| 24                                                                               | Da Jesu an dem Kreuze stund                                                                                     | Cuaresma                                                                         | 27                                                                               | 621                                                                              |
| 25                                                                               | O Mensch, bewein dein Sünde gross                                                                               | Cuaresma                                                                         | 28-29                                                                            | 622                                                                              |
| 26                                                                               | Wir danken dir, Herr Jesu Christ, dass du für uns gestorben bist                                                | Cuaresma                                                                         | 30                                                                               | 623                                                                              |
| 27                                                                               | Hilf Gott, das mir's gelinge                                                                                    | Cuaresma                                                                         | 31-30a                                                                           | 624                                                                              |
| 28                                                                               | O Jesu, wie ist dein Gestalt                                                                                    | Cuaresma                                                                         | 32                                                                               |                                                                                  |
| 29                                                                               | O Traurigkeit, o Herzeleid (fragmento)                                                                          | Cuaresma                                                                         | 33                                                                               | Anh. 200                                                                         |
| 30                                                                               | Allein nach dir, Herr, allein nach dir, Herr Jesu Christ, verlanget mich                                        | Cuaresma                                                                         | 34-35                                                                            |                                                                                  |
| 31                                                                               | O wir armen Sünder                                                                                              | Cuaresma                                                                         | 36                                                                               |                                                                                  |
| 32                                                                               | Herzliebster Jesu, was hast du verbrochen                                                                       | Cuaresma                                                                         | 37                                                                               |                                                                                  |
| 33                                                                               | Nun gibt mein Jesus gute Nacht                                                                                  | Cuaresma                                                                         | 38                                                                               |                                                                                  |
| 34                                                                               | Christ lag in Todesbanden                                                                                       | Pascua                                                                           | 39                                                                               | 625                                                                              |
| 35                                                                               | Jesus Christus, unser Heiland, der den Tod überwand                                                             | Pascua                                                                           | 40                                                                               | 626                                                                              |
| 36                                                                               | Christ ist erstanden                                                                                            | Pascua                                                                           | 41-43                                                                            | 627                                                                              |
| 37                                                                               | Erstanden ist der heil'ge Christ                                                                                | Pascua                                                                           | 44                                                                               | 628                                                                              |
| 38                                                                               | Erscheinen ist der herrliche Tag                                                                                | Pascua                                                                           | 45                                                                               | 629                                                                              |
| 39                                                                               | Heut triumphieret Gottes Sohn                                                                                   | Pascua                                                                           | 46-47                                                                            | 630                                                                              |
| 40                                                                               | Gen Himmel aufgefahren ist                                                                                      | Ascensión                                                                        | 48                                                                               |                                                                                  |
| 41                                                                               | Nun freut euch, Gottes Kinder, all                                                                              | Ascensión                                                                        | 49                                                                               |                                                                                  |
| 42                                                                               | Komm, Heiliger Geist, erfüll die Herzen deiner Gläubigen                                                        | Pentecostés                                                                      | 50-51                                                                            |                                                                                  |
| 43                                                                               | Komm, Heiliger Geist, Herre Gott                                                                                | Pentecostés                                                                      | 52-53                                                                            |                                                                                  |
| 44                                                                               | Komm, Gott Schöpfer, Heiliger Geist                                                                             | Pentecostés                                                                      | 54                                                                               | 631a/631                                                                         |
| 45                                                                               | Nun bitten wir den Heil'gen Geist                                                                               | Pentecostés                                                                      | 55                                                                               |                                                                                  |
| 46                                                                               | Spiritus Sancti gratia or Des Heil'gen Geistes reiche Gnad                                                      | Pentecostés                                                                      | 56                                                                               |                                                                                  |
| 47                                                                               | O Heil'ger Geist, du göttlich's Feuer                                                                           | Pentecostés                                                                      | 57                                                                               |                                                                                  |
| 48                                                                               | O Heiliger Geist, o heiliger Gott                                                                               | Pentecostés                                                                      | 58                                                                               |                                                                                  |
| 49                                                                               | Herr Jesu Christ, dich zu uns wend                                                                              | Pentecostés                                                                      | 59                                                                               | 632                                                                              |
| 50                                                                               | Liebster Jesu, wir sind hier                                                                                    | Pentecostés                                                                      | 60                                                                               | 634                                                                              |
| 51                                                                               | Liebster Jesu, wir sind hier (distinctius)                                                                      | Pentecostés                                                                      | 61                                                                               | 633                                                                              |
| 52                                                                               | Gott der Vater wohn uns bei                                                                                     | Trinidad                                                                         | 62-63                                                                            |                                                                                  |
| 53                                                                               | Allein Gott in der Höh sei Ehr                                                                                  | Trinidad                                                                         | 64                                                                               |                                                                                  |
| 54                                                                               | Der du bist drei in Einigkeit                                                                                   | Trinidad                                                                         | 65                                                                               |                                                                                  |
| 55                                                                               | Gelobet sei der Herr, der Gott Israel [Benedictus]                                                              | San Juan Bautista                                                                | 66                                                                               |                                                                                  |
| 56                                                                               | Meine Seele erhebt den Herren [Magnificat]                                                                      | Visitación                                                                       | 67                                                                               |                                                                                  |
| 57                                                                               | Herr Gott, dich loben alle wir                                                                                  | San Miguel y todos los ángeles                                                   | 68                                                                               |                                                                                  |
| 58                                                                               | Er stehn vor Gottes Throne                                                                                      | San Miguel y todos los ángeles                                                   | 69                                                                               |                                                                                  |
| 59                                                                               | Herr Gott, dich loben wir                                                                                       | San Simón y San Judas, apóstoles                                                 | 70-71                                                                            |                                                                                  |
| 60                                                                               | O Herre Gott, dein göttlich Wort                                                                                | Día de la Reforma                                                                | 72                                                                               |                                                                                  |
| 61                                                                               | Dies sind die heil'gen zehn Gebot                                                                               | Diez mandamientos                                                                | 73                                                                               | 635                                                                              |
| 62                                                                               | Mensch, willst du leben seliglich                                                                               | Diez mandamientos                                                                | 74                                                                               |                                                                                  |
| 63                                                                               | Herr Gott, erhalt uns für und für                                                                               | Diez mandamientos                                                                | 75                                                                               |                                                                                  |
| 64                                                                               | Wir glauben all an einem Gott                                                                                   | Credo                                                                            | 76-77                                                                            |                                                                                  |
| 65                                                                               | Vater unser im Himmelreich                                                                                      | Padre nuestro                                                                    | 78                                                                               | 636                                                                              |
| 66                                                                               | Christ, unser Herr, zu Jordan kam                                                                               | Sagrado bautismo                                                                 | 79                                                                               |                                                                                  |
| 67                                                                               | Auf tiefer Not schrei ich zu dir [ Salmo 130]                                                                   | Confesión, Penitencia y Justificación                                            | 80                                                                               |                                                                                  |
| 68                                                                               | Erbarm dich mein, o Herre Gott                                                                                  | Confesión, Penitencia y Justificación                                            | 81                                                                               |                                                                                  |
| 69                                                                               | Jesu, der du meine Seele                                                                                        | Confesión, Penitencia y Justificación                                            | 82                                                                               |                                                                                  |
| 70                                                                               | Allein zu dir, Herr Jesu Christ                                                                                 | Confesión, Penitencia y Justificación                                            | 83                                                                               |                                                                                  |
| 71                                                                               | Ach Gott und Herr                                                                                               | Confesión, Penitencia y Justificación                                            | 84                                                                               |                                                                                  |
| 72                                                                               | Herr Jesu Christ, du höchstes Gut                                                                               | Confesión, Penitencia y Justificación                                            | 85                                                                               |                                                                                  |
| 73                                                                               | Ach Herr, mich armen Sünder                                                                                     | Confesión, Penitencia y Justificación                                            | 86                                                                               |                                                                                  |
| 74                                                                               | Wo soll ich fliehen hin                                                                                         | Confesión, Penitencia y Justificación                                            | 87                                                                               |                                                                                  |
| 75                                                                               | Wir haben schwerlich                                                                                            | Confesión, Penitencia y Justificación                                            | 88                                                                               |                                                                                  |
| 76                                                                               | Durch Adams Fall ist ganz verderbt                                                                              | Confesión, Penitencia y Justificación                                            | 89                                                                               | 637                                                                              |
| 77                                                                               | Es ist das Heil uns kommen her                                                                                  | Confesión, Penitencia y Justificación                                            | 90                                                                               | 638                                                                              |
| 78                                                                               | Jesus Christus, unser Heiland                                                                                   | Eucaristía                                                                       | 91                                                                               |                                                                                  |
| 79                                                                               | Gott sei gelobet und gebenedeiet                                                                                | Eucaristía                                                                       | 92-93                                                                            |                                                                                  |
| 80                                                                               | Der Herr is mein getreuer Hirt [Salmo 23]                                                                       | Eucaristía                                                                       | 94                                                                               |                                                                                  |
| 81                                                                               | Jetzt komm ich als ein armer Gast                                                                               | Eucaristía                                                                       | 95                                                                               |                                                                                  |
| 82                                                                               | O Jesu, du edle Gabe                                                                                            | Eucaristía                                                                       | 96                                                                               |                                                                                  |
| 83                                                                               | Wir danken dir, Herr Jesu Christ, dass du das Lämmlein worden bist                                              | Eucaristía                                                                       | 97                                                                               |                                                                                  |
| 84                                                                               | Ich weiss ein Blümlein hübsch und fein                                                                          | Eucaristía                                                                       | 98                                                                               |                                                                                  |
| 85                                                                               | Nun freut euch, lieben Christen g'mein                                                                          | Eucaristía                                                                       | 99                                                                               |                                                                                  |
| 86                                                                               | Nun lob, mein Seel, den Herren [Salmo 103]                                                                      | Eucaristía                                                                       | 100-101                                                                          |                                                                                  |
| 87                                                                               | Wohl dem, der in Gottes Furcht steht                                                                            | Vida y conducta cristiana                                                        | 102                                                                              |                                                                                  |
| 88                                                                               | Wo Gott zum Haus nicht gibt sein Gunst [Salmo 127]                                                              | Vida y conducta cristiana                                                        | 103                                                                              |                                                                                  |
| 89                                                                               | Was mein Gott will, das g'scheh allzeit                                                                         | Vida y conducta cristiana                                                        | 104                                                                              |                                                                                  |
| 90                                                                               | Kommt her zu mir, spricht Gottes Sohn                                                                           | Vida y conducta cristiana                                                        | 105                                                                              |                                                                                  |
| 91                                                                               | Ich ruf zu dir, Herr Jesu Christ                                                                                | Vida y conducta cristiana                                                        | 106-107                                                                          | 639                                                                              |
| 92                                                                               | Weltlich Ehr und zeitlich Gut                                                                                   | Vida y conducta cristiana                                                        | 107                                                                              |                                                                                  |
| 93                                                                               | Von Gott will ich nicht lassen                                                                                  | Vida y conducta cristiana                                                        | 108                                                                              |                                                                                  |
| 94                                                                               | Wer Gott vertraut                                                                                               | Vida y conducta cristiana                                                        | 109                                                                              |                                                                                  |
| 95                                                                               | Wie's Gott gefällt, so gefällt mir's auch                                                                       | Vida y conducta cristiana                                                        | 110                                                                              |                                                                                  |
| 96                                                                               | O Gott, du frommer Gott                                                                                         | Vida y conducta cristiana                                                        | 111                                                                              |                                                                                  |
| 97                                                                               | In dich hab ich gehoffet, Herr [Salmo 31]                                                                       | Vida y conducta cristiana                                                        | 112                                                                              |                                                                                  |
| 98                                                                               | In dich hab ich gehoffet, Herr (alia modo)                                                                      | Vida y conducta cristiana                                                        | 113                                                                              | 640                                                                              |
| 99                                                                               | Mag ich Unglück nicht widertstahn                                                                               | Vida y conducta cristiana                                                        | 114                                                                              |                                                                                  |
| 100                                                                              | Wenn wir in höchsten Nöten sein                                                                                 | Vida y conducta cristiana                                                        | 115                                                                              | 641                                                                              |
| 101                                                                              | An Wasserflüssen Babylon [Salmo 137]                                                                            | Vida y conducta cristiana                                                        | 116-117                                                                          |                                                                                  |
| 102                                                                              | Warum betrübst du dich, mein Herz                                                                               | Vida y conducta cristiana                                                        | 118                                                                              |                                                                                  |
| 103                                                                              | Frisch auf, mein Seel, verzage nicht                                                                            | Vida y conducta cristiana                                                        | 119                                                                              |                                                                                  |
| 104                                                                              | Ach Gott, wie manches Herzeleid                                                                                 | Vida y conducta cristiana                                                        | 120                                                                              |                                                                                  |
| 105                                                                              | Ach Gott, erhör mein Seufzen und Wehklagen                                                                      | Vida y conducta cristiana                                                        | 121                                                                              |                                                                                  |
| 106                                                                              | So wünsch ich nun eine gute Nacht [Salmo 42]                                                                    | Vida y conducta cristiana                                                        | 122                                                                              |                                                                                  |
| 107                                                                              | Ach lieben Christen, seid getrost                                                                               | Vida y conducta cristiana                                                        | 123                                                                              |                                                                                  |
| 108                                                                              | Wenn dich Unglück tut greifen an                                                                                | Vida y conducta cristiana                                                        | 124                                                                              |                                                                                  |
| 109                                                                              | Keinen hat Gott verlassen                                                                                       | Vida y conducta cristiana                                                        | 125                                                                              |                                                                                  |
| 110                                                                              | Gott ist mein Heil, mein Hülf und Trost                                                                         | Vida y conducta cristiana                                                        | 126                                                                              |                                                                                  |
| 111                                                                              | Was Gott tut, das ist wohlgetan, kein einig Mensch ihn tadeln kann                                              | Vida y conducta cristiana                                                        | 127                                                                              |                                                                                  |
| 112                                                                              | Was Gott tut, das ist wohlgetan, es bleibt gerecht sein Wille                                                   | Vida y conducta cristiana                                                        | 128                                                                              |                                                                                  |
| 113                                                                              | Wer nur den lieben Gott lässt walten                                                                            | Vida y conducta cristiana                                                        | 129                                                                              | 642                                                                              |
| 114                                                                              | Ach Gott, vom Himmel sieh darein [Salmo 12]                                                                     | Himnos salmos                                                                    | 130                                                                              |                                                                                  |
| 115                                                                              | Es spricht der Unweisen Mund wohl [Salmo 14]                                                                    | Himnos salmos                                                                    | 131                                                                              |                                                                                  |
| 116                                                                              | Ein feste Burg ist unser Gott [Salmo 46]                                                                        | Himnos salmos                                                                    | 132                                                                              |                                                                                  |
| 117                                                                              | Es woll uns Gott genädig sein [Salmo 67]                                                                        | Himnos salmos                                                                    | 133                                                                              |                                                                                  |
| 118                                                                              | Wär Gott nicht mit uns diese Zeit [Salmo 124]                                                                   | Himnos salmos                                                                    | 134                                                                              |                                                                                  |
| 119                                                                              | Wo Gott der Herr nicht bei uns hält [Salmo 124]                                                                 | Himnos salmos                                                                    | 135                                                                              |                                                                                  |
| 120                                                                              | Wie schön leuchtet der Morgernstern                                                                             | Palabra de Dios e Iglesia cristiana                                              | 136-137                                                                          |                                                                                  |
| 121                                                                              | Wie nach einer Wasserquelle [Salmo 42]                                                                          | Palabra de Dios e Iglesia cristiana                                              | 138                                                                              |                                                                                  |
| 122                                                                              | Erhalt uns, Herr, bei deinem Wort                                                                               | Palabra de Dios e Iglesia cristiana                                              | 139                                                                              |                                                                                  |
| 123                                                                              | Lass mich dein sein und bleiben                                                                                 | Palabra de Dios e Iglesia cristiana                                              | 140                                                                              |                                                                                  |
| 124                                                                              | Gib Fried, o frommer, treuer Gott                                                                               | Palabra de Dios e Iglesia cristiana                                              | 141                                                                              |                                                                                  |
| 125                                                                              | Du Friedefürst, Herr Jesu Christ                                                                                | Palabra de Dios e Iglesia cristiana                                              | 142                                                                              |                                                                                  |
| 126                                                                              | O grosser Gott von Macht                                                                                        | Palabra de Dios e Iglesia cristiana                                              | 143                                                                              |                                                                                  |
| 127                                                                              | Wenn mein Stündlein vorhanden ist                                                                               | Muerte y Agonía                                                                  | 144                                                                              |                                                                                  |
| 128                                                                              | Herr Jesu Christ, wahr Mensch und Gott                                                                          | Muerte y Agonía                                                                  | 145                                                                              |                                                                                  |
| 129                                                                              | Mitten wir im Leben sind                                                                                        | Muerte y Agonía                                                                  | 146-147                                                                          |                                                                                  |
| 130                                                                              | Alle Menschen müssen sterben                                                                                    | Muerte y Agonía                                                                  | 148                                                                              |                                                                                  |
| 131                                                                              | Alle Menschen müssen sterben (alio modo)                                                                        | Muerte y Agonía                                                                  | 149                                                                              | 643                                                                              |
| 132                                                                              | Valet will ich dir geben                                                                                        | Muerte y Agonía                                                                  | 150                                                                              |                                                                                  |
| 133                                                                              | Nun lasst uns den Leib begraben                                                                                 | Muerte y Agonía                                                                  | 151                                                                              |                                                                                  |
| 134                                                                              | Christus, der ist mein Leben                                                                                    | Muerte y Agonía                                                                  | 152                                                                              |                                                                                  |
| 135                                                                              | Herzlich lieb hab ich dich, o Herr                                                                              | Muerte y Agonía                                                                  | 152-153                                                                          |                                                                                  |
| 136                                                                              | Auf meinen lieben Gott                                                                                          | Muerte y Agonía                                                                  | 154                                                                              |                                                                                  |
| 137                                                                              | Herr Jesu Christ, ich weiss gar wohl                                                                            | Muerte y Agonía                                                                  | 155                                                                              |                                                                                  |
| 138                                                                              | Mach's mit mir, Gott, nach deiner Güt                                                                           | Muerte y Agonía                                                                  | 156                                                                              |                                                                                  |
| 139                                                                              | Herr Jesu Christ, meins Lebens Licht                                                                            | Muerte y Agonía                                                                  | 157                                                                              |                                                                                  |
| 140                                                                              | Mein Wallfahrt ich vollendet hab                                                                                | Muerte y Agonía                                                                  | 158                                                                              |                                                                                  |
| 141                                                                              | Gott hat das Evangelium                                                                                         | Muerte y Agonía                                                                  | 159                                                                              |                                                                                  |
| 142                                                                              | Ach Gott, tu dich erbarmen                                                                                      | Muerte y Agonía                                                                  | 160                                                                              |                                                                                  |
| 143                                                                              | Gott des Himmels und der Erden                                                                                  | Luto                                                                             | 161                                                                              |                                                                                  |
| 144                                                                              | Ich dank dir, lieber Herre                                                                                      | Luto                                                                             | 162                                                                              |                                                                                  |
| 145                                                                              | Aus Meines Herzens Grunde                                                                                       | Luto                                                                             | 163                                                                              |                                                                                  |
| 146                                                                              | Ich dank dir schon                                                                                              | Luto                                                                             | 164                                                                              |                                                                                  |
| 147                                                                              | Das walt mein Gott                                                                                              | Luto                                                                             | 165                                                                              |                                                                                  |
| 148                                                                              | Christ, der du bist der helle Tag                                                                               | Ocaso                                                                            | 166                                                                              |                                                                                  |
| 149                                                                              | Christe, der du bist Tag und Licht                                                                              | Ocaso                                                                            | 167                                                                              |                                                                                  |
| 150                                                                              | Werde munter, mein Gemüte                                                                                       | Ocaso                                                                            | 168                                                                              |                                                                                  |
| 151                                                                              | Nun ruhen alle Wälder                                                                                           | Ocaso                                                                            | 169                                                                              |                                                                                  |
| 152                                                                              | Dankt dem Herrn, denn er ist sehr freundlich [Salmo 136]                                                        | Después de comer                                                                 | 170                                                                              |                                                                                  |
| 153                                                                              | Nun lasst uns Gott dem Herren                                                                                   | Después de comer                                                                 | 171                                                                              |                                                                                  |
| 154                                                                              | Lobet dem Herren, denn er ist sehr freundlich [Salmo 147]                                                       | Después de comer                                                                 | 172                                                                              |                                                                                  |
| 155                                                                              | Singen wir aus Herzensgrund                                                                                     | Después de comer                                                                 | 173                                                                              |                                                                                  |
| 156                                                                              | Gott Vater, der du deine Sonn                                                                                   | Buen tiempo                                                                      | 174                                                                              |                                                                                  |
| 157                                                                              | Jesue, meines Herzens Freud                                                                                     | Apéndice                                                                         | 175                                                                              |                                                                                  |
| 158                                                                              | Ach, was soll ich Sűnder machen                                                                                 | Apéndice                                                                         | 176                                                                              |                                                                                  |
| 159                                                                              | Ach wie nichtig, ach wie flüchtig                                                                               | Apéndice                                                                         | 177                                                                              | 644                                                                              |
| 160                                                                              | Ach, was ist doch unser Leben                                                                                   | Apéndice                                                                         | 178                                                                              |                                                                                  |
| 161                                                                              | Allenthalben, wo ich gehe                                                                                       | Apéndice                                                                         | 179                                                                              |                                                                                  |
| 162                                                                              | Hast du denn, Jesu, dein Angesicht gänzlich verborgen o Soll ich denn, Jesu, mein Leben in Trauern beschliessen | Apéndice                                                                         | 180                                                                              |                                                                                  |
| 163                                                                              | Sei gegrüsset, Jesu gütig o O Jesu, du edle Gabe                                                                | Apéndice                                                                         | 181                                                                              |                                                                                  |
| 164                                                                              | Schmücke dich, o liebe Seele                                                                                    | Apéndice                                                                         | 182                                                                              |                                                                                  |